# Grayson Waller
Matthew Farrelly (*21. března 1990, Sydney, Austrálie) je australský profesionální wrestler, pracující ve společnosti WWE v show SmackDown. Před prací pro WWE zápasil na nezávislém okruhu.
Byl účastníkem šesté řady australského Survivoru.

## Wrestlingová kariéra
Mezi lety 2017 až 2021 působil na nezávislé scéně. Nejúspěšnější byl ve společnosti Newcastle Pro Wrestling. V březnu roku 2021 podepsal se společností WWE a byl zařazen do show NXT. V draftu roku 2023 byl přeřazen do SmackDownu a později vytvořil tým s Austinem Theorym, který nazvali A-Town Down Under.

## Osobní život
Před prací ve WWE byl vysokoškolským učitelem dějepisu. Když v roce 2021 podepsal profesionální smlouvu, svou práci opustil.
Je fanouškem týmu Sydney Roosters.

## Úspěchy
- WWE
  - WWE Tag Team Championship (1x) s Austinem Theorym